# Guillermo Velásquez
Guillermo Velásquez (* 4. Januar 1934 in Pereira (Kolumbien); † 26. Juni 2017 in Medellín) war ein kolumbianischer Fußballschiedsrichter, der auch unter dem Spitznamen El Chato („Der Stupsnasige“) bekannt war. Velásquez nahm als Schiedsrichter dreimal an Olympischen Spielen, an der Fußball-Weltmeisterschaft 1970 sowie an Spielen der Copa Libertadores teil. Vor seiner Karriere als Schiedsrichter war er Boxer, im Lauf der Jahre soll er mindestens fünf Fußballspieler auf dem Platz ausgeknockt haben. In einem Freundschaftsspiel stellte Guillermo Velásquez 1968 Pelé vom Platz, worauf ihm allerdings die Leitung der Partie entzogen wurde.
Im Januar 2010 wurde dem mittlerweile 77-jährigen Velásquez eine Spenderniere eingepflanzt. Er starb im Juni 2017 im Alter von 83 Jahren in Medellín.

## Laufbahn als Schiedsrichter
Guillermo Velásquez leitete 1957 zum ersten Mal ein Profi-Fußballspiel. Zwischen 1968 und 1982 war er Schiedsrichter bei Spielen der Copa Libertadores. Er nahm an den Olympischen Sommerspielen 1968 in Mexiko-Stadt, 1972 in München und 1976 in Montreal teil und pfiff dabei insgesamt vier Partien. Bei der Fußball-Weltmeisterschaft 1970 in Mexiko war er bei vier Spielen als Linienrichter eingesetzt, darunter auch im als Jahrhundertspiel bezeichneten Halbfinale zwischen Italien und Deutschland. Im Dezember 1982 beendete er seine Laufbahn als Schiedsrichter.

## Platzverweis für Pelé
Am 17. Juli 1968 leitete Velásquez ein Freundschaftsspiel zwischen der kolumbianischen Olympiaauswahl und dem brasilianischen FC Santos, der damals als eine der besten Mannschaften der Welt galt. Die Kolumbianer wollten sich mit diesem Spiel auf die Olympischen Spiele in Mexiko vorbereiten. Die etwa 50.000 Zuschauer im Estadio Nemesio Camacho von Bogotá wollten vor allem den damals schon legendären brasilianischen Spieler Pelé sehen, der für den FC Santos spielte.
In der Anfangsphase des Spiels erkannte Guillermo Velásquez ein zweifelhaftes Tor der kolumbianischen Mannschaft an, worauf ihn protestierende Spieler des FC Santos umringten. Ein Santos-Spieler namens Lima wurde vom Platz gestellt, weigerte sich aber das Spielfeld zu verlassen. Als ihn schließlich Polizisten vom Platz führen wollten, riss er sich los, rannte wieder zu Velásquez und versetzte ihm einen Fußtritt. Dieser erwiderte den Tritt mit einem Schlag in die Magengrube, es kam zu einer Schlägerei auf dem Spielfeld.
Die Partie wurde schließlich fortgesetzt. In der 35. Minute, nach einer vergebenen Torchance, soll Pelé Velásquez schwer beleidigt haben, der zeigte ihm dafür die rote Karte. Pelé, für den dies der erste und einzige Platzverweis seiner Karriere war, schien verwundert, verließ aber das Spielfeld. Die gesamte Mannschaft von Santos, einschließlich der Ersatzspieler und Funktionäre umringte Velásquez und redete auf ihn ein. Der Schiedsrichter berichtete später, er sei in dieser Situation mehrfach geschlagen worden. Die Zuschauer, die Pelé spielen sehen wollten, pfiffen Velásquez ebenfalls aus. 
Nach etwa einer halben Stunde war das Spiel immer noch unterbrochen. Nun entschied die Führung des Kolumbianischen Fußballverbands, dass statt Velásquez der bisherige Linienrichter Ómar Delgado das Spiel leiten solle, Pelé durfte weiterspielen. Der FC Santos gewann die Partie schließlich mit 4:2.
Mit der Unterstützung von Lisandro Martínez Zúñiga, einem Richter am Obersten Gerichtshof, erstattete Velásquez Strafanzeige gegen die Mannschaft des FC Santos. Sie mussten sich auf einem Polizeirevier melden und wurden dort bis zur Aufklärung der Vorfälle mindestens eine Nacht lang festgehalten. Nachdem sie Velásquez 18.000 Pesos zugesagt und sich schriftlich bei ihm entschuldigt hatten, wurden die Brasilianer wieder freigelassen.
Nach seiner Pensionierung bemühte sich Velásquez um eine Aussprache mit Pelé. Das Treffen fand in Miami statt, wo ihn Pelé zum Essen einlud.